# Ulica Franciszkańska w Katowicach

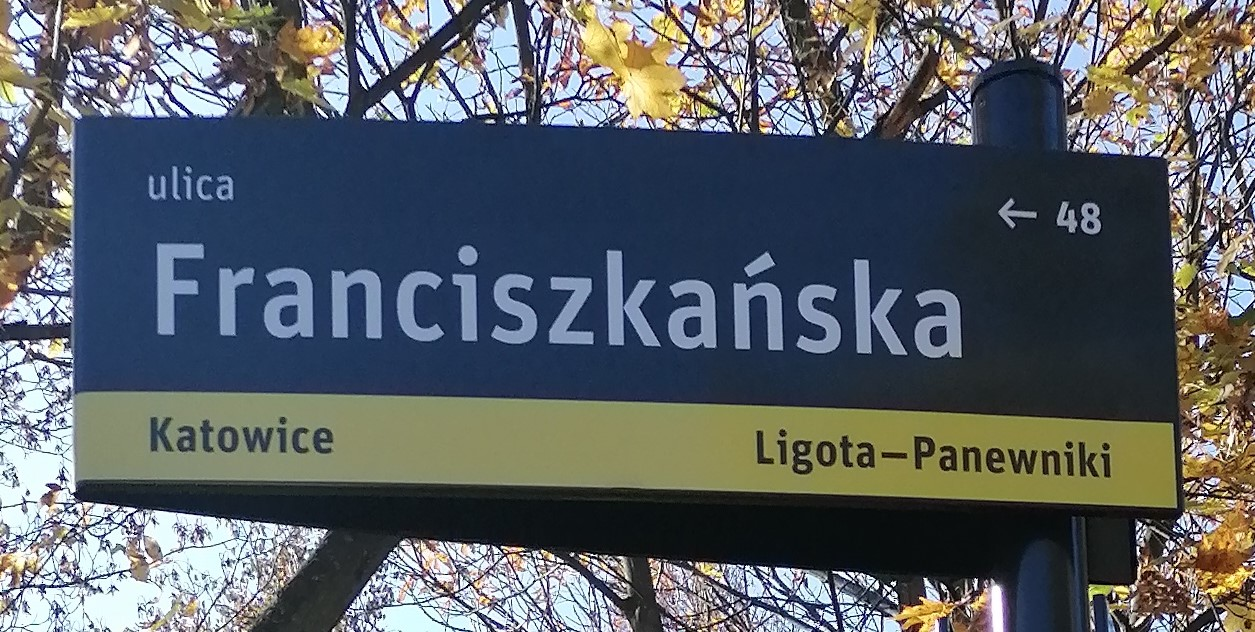
Znak uliczny.

Ulica Franciszkańska w Katowicach – ulica w katowickiej dzielnicy Ligota-Panewniki. Rozpoczyna swój bieg od skrzyżowania z ulicą Panewnicką. Następnie krzyżuje się z ul. Grunwaldzką, ul. Stefana Żeromskiego, ul. Smolną, ul. Piotrowicką i ul. Zagroda. Kończy swój bieg przy skrzyżowaniu z ul. Emerytalną obok placu ojca Justyna Widucha. Swoją nazwę wzięła od panewnickiego Klasztoru Franciszkanów, do którego prowadzi.

## Historia
W drugiej połowie XIX wieku przy ulicy, obok dzisiejszej stacji kolejowej Katowice Ligota, wzniesiono domy wypoczynkowe i sale teatralne, przygotowane do występów. Pod numerem 27 w latach międzywojennych funkcjonował urząd pocztowo-telekomunikacyjny Katowice 6, a pod numerem 25 – Apteka Świętej Jadwigi. W dwudziestoleciu międzywojennym droga także nazywała się ul. Franciszkańska; w latach 1939–1945 Zeisig Straße (ein Zeisig – czyżyk). Do 1991 w Miejskim Domu Kultury przy ul. Franciszkańskiej 33 swoją siedzibę miał Teatr GuGalander.

## Obiekty zabytkowe
Przy ulicy Franciszkańskiej znajdują się następujące historyczne obiekty:
- dawny budynek dworcowy (ul. Franciszkańska 1); wzniesiony na początku XX wieku; początkowo znajdowały się w nim kasy biletowe, hotel i przechowalnia bagażu; przebudowany w latach siedemdziesiątych XX wieku[10];
- kamienica mieszkalna (ul. Franciszkańska 1a), wybudowana na przełomie lat dwudziestych i trzydziestych XX wieku w stylu modernistycznym[11];
- kamienica mieszkalna – dawny kompleks „Leśny Zamek” (niem. Wald Schloss[12][13])/dawna restauracja dworcowa (ul. Franciszkańska 2), wzniesiona na przełomie XIX i XX wieku w stylu modernistycznym, później przebudowana[11];
- willa w ogrodzie (ul. Franciszkańska 2a), wybudowana w latach trzydziestych XX wieku w stylu funkcjonalizmu[11];
- modernistyczna willa w ogrodzie (ul. Franciszkańska 4)[11], wzniesiona w latach trzydziestych XX wieku, objęta ochroną konserwatorską[11];
- dwa akademiki (ul. Franciszkańska 8, 10), wybudowane w latach pięćdziesiątych XX wieku w stylu socrealistycznym[11];
- dwa bloki mieszkalne (ul. Franciszkańska 12–16, 22–26), wzniesione w latach pięćdziesiątych XX wieku w stylu socrealizmu[11];
- dawny budynek stacyjny (ul. Franciszkańska 13a) i dawny obiekt do obsługi pasażerów (ul. Franciszkańska 13); wzniesione w drugiej połowie lat pięćdziesiątych XIX wieku[14], przebudowane na początku XX wieku[11];
- kamienica mieszkalna w ogrodzie (ul. Franciszkańska 19), wybudowana na początku XX wieku[11];
- dawny pensjonat – obecnie budynek biurowy (ul. Franciszkańska 25/27), wzniesiony na przełomie XIX i XX wieku w stylu historyzmu[11];
- siedziba Miejskiego Domu Kultury „Ligota” w Katowicach (ul. Franciszkańska 33), wybudowana na przełomie XIX i XX wieku w stylu historyzmu i secesji, przebudowana w latach dziewięćdziesiątych XX wieku[11];
- kamienica mieszczańska w ogrodzie (ul. Franciszkańska 45), wzniesiona w latach trzydziestych XX wieku; objęta ochroną konserwatorską, ochronie podlegają: skala i forma historyczna, dach płaski, cechy stylowe i detale architektoniczne, ryzality, balkony, historyczna kolorystyka, kształt, wielkość, rozmieszczenie otworów okiennych i drzwiowych, kształt i podziały stolarki okiennej i drzwiowej, proste formy balustrad i ogrodzeń, starodrzew w ogrodzie; działka, na której znajduje się budynek, posiada niską intensywność zabudowy, z wysokim udziałem powierzchni biologicznie czynnej;
- zabytkowe budynki – domy w ogrodach (ul. Franciszkańska 48, 49, 51, 53, 55, 63, 67); objęte ochroną konserwatorską, ochronie podlegają: skala i forma historyczna, geometria dachu, cechy stylowe i detale architektoniczne, historyczna kolorystyka, kształt, wielkość, rozmieszczenie otworów okiennych i drzwiowych, kształt i podziały stolarki okiennej i drzwiowej, starodrzew w ogrodach.

## Opis
Ulica jest drogą publiczną klasy lokalnej. Posiada długość 732 m i powierzchnię 3887 m². Pod nią zlokalizowany jest kanał zbiorczy do odprowadzania ścieków Ø 500/400 mm.
Przy ulicy Franciszkańskiej swoją siedzibę mają: Kościół Wolnych Chrześcijan (ul. Franciszkańska 19), Miejski Dom Kultury „Ligota” (ul. Franciszkańska 33), przedsiębiorstwa handlowo-usługowe, niepubliczny zakład opieki zdrowotnej, redakcja czasopisma „Łaska i Pokój”, domy studenckie Uniwersytetu Ekonomicznego w Katowicach (ul. Franciszkańska 8, 10), Miejska Biblioteka Publiczna w Katowicach – Filia nr 5 (Młodzieżowa), Miejska Biblioteka Publiczna w Katowicach – Filia nr 7. 
Ulicą kursują autobusy na zlecenie Zarządu Transportu Metropolitalnego (ZTM).